# Carbidopa
La carbidopa est une catécholamine utilisée dans le cadre de la maladie de Parkinson pour inhiber l'acide L-aminé aromatique décarboxylase (ou DOPA décarboxylase) et donc le métabolisme périphérique de la L-DOPA (ou lévodopa), ce qui permet d'accroître la proportion de lévodopa susceptible de franchir la barrière hémato-encéphalique pour atteindre le système nerveux central. La DOPA décarboxylase est une enzyme importante de la biosynthèse de la sérotonine à partir du L-tryptophane et dans celle de la dopamine à partir de la L-DOPA ; elle est présente à la fois à l'extérieur et au niveau de la barrière hémato-encéphalique.

## Mode d'action
La maladie de Parkinson est caractérisée par la destruction de neurones dopaminergiques de la substantia nigra. L'augmentation de la quantité de dopamine disponible dans le système nerveux central pourrait accroître l'efficacité des neurones subsistants et réduire temporairement les symptômes de la maladie. Or la dopamine ne peut franchir la barrière hémato-encéphalique, contrairement à la L-DOPA (lévodopa), qui en est un précurseur. La difficulté réside dans le fait que la lévodopa administrée dans l'organisme est métabolisée en dopamine avant même d'atteindre la barrière hémato-encéphalique. Le rôle de la carbidopa est d'inhiber la conversion de la lévodopa en dopamine au niveau du système nerveux périphérique afin de permettre à la lévodopa d'atteindre et de franchir la barrière hémato-encéphalique afin d'agir au sein du système nerveux central.
Outre la carbidopa, d'autres inhibiteurs de la DOPA décarboxylase existent, comme la bensérazide (en), l'α-difluorométhyl-DOPA (en) et la méthyldopa.

## Divers
Le carbidopa fait partie de la liste des médicaments essentiels de l'Organisation mondiale de la santé (liste mise à jour en avril 2013).